# Championnat de Chine de football 2022
Navigation
Édition précédente Édition suivante
Le championnat de Chine 2022 est la soixante-troisième saison du championnat chinois de football. Il oppose dix-huit équipes lors de trente-quatre journées.

## Organisation

### Les dix-huit équipes participantes
Légende des couleurs
- Phase de groupes de la Ligue des champions de l'AFC 2022
- Barrages de la Ligue des champions de l'AFC 2022
- Promu de China League One (D2)

| Club                   | Se maintient depuis | Classement 2021 | Entraîneur                     | Stade                                                 | Capacité théorique | Ville                       |
| ---------------------- | ------------------- | --------------- | ------------------------------ | ----------------------------------------------------- | ------------------ | --------------------------- |
| Shandong Taishan       | 1994                | 1               | Hao Wei                        | Stade olympique de Jinan Stade provincial de Shandong | 56 808 43 700      | Jinan                       |
| Shanghai Port          | 2013                | 2               | Ivan Leko                      | Stade Pudong                                          | 37 000             | Shanghai                    |
| Guangzhou FC           | 2011                | 3               | ZHENG Zhi(joueur/entraineur)   | Stade Tianhe                                          | 58 500             | Canton                      |
| Changchun Yatai        | 2021                | 4               | Chen Yang                      | Stade de Changchun                                    | 38 500             | Changchun                   |
| Beijing Guoan          | 1991                | 5               | Slaven Bilić                   | Beijing Fengtai Stadium                               | 31 043             | Pékin                       |
| Shenzhen FC            | 2019                | 6               | José Carlos Granero            | Shenzhen Stadium                                      | 60 334             | Shenzhen                    |
| Guangzhou City         | 2012                | 7               | Jean-Paul van Gastel           | Yuexiushan Stadium                                    | 18 000             | Canton                      |
| Hebei FC               | 2016                | 8               | KIM Jong-boo                   | Langfang Stadium                                      | 30 040             | Langfang                    |
| Shanghai Shenhua       | 1982                | 9               | MAO Yijun                      | Stade de Hongkou                                      | 33 060             | Shanghai                    |
| Henan Songshan Longmen | 2014                | 10              | Antonio Gómez-Carreño Escalona | Zhengzhou Hanghai Stadium                             | 29 860             | Zhengzhou                   |
| Cangzhou Mighty Lions  | 2020                | 11              | Svetozar Šapurić               | Stade Cangzhou                                        | 31 836             | Cangzhou                    |
| Tianjin Tigers         | 1999                | 12              | YU Genwei                      | Centre olympique de Tianjin                           | 54 696             | Tianjin                     |
| Wuhan Yangze River     | 2019                | 14              | LI Jinyu                       | Wuhan Sports Center Stadium                           | 30 000             | Wuhan                       |
| Dalian Professional    | 2019                | 15              | XIE Hui                        | Dalian Sports Center Stadium                          | 60 832             | Dalian                      |
| Wuhan Three Towns      | 2022                | 1 (D2)          | Pedro Morilla                  | Hankou Cultural Sports Centre                         | 20 000             | Wuhan                       |
| Meizhou Hakka          | 2022                | 2 (D2)          | Milan Ristić                   | Stade de Huitang                                      | 30 000             | Wuhua, Meizhou              |
| Zhejiang Pro           | 2022                | 3 (D2)          | Jordi Vinyals                  | Huzhou Olympic Sports Centre                          | 40 000             | Hangzhou (jouant en Huzhou) |
| Chengdu Rongcheng      | 2022                | 4 (D2)          | Seo Jung-won                   | Stade Chengdu Longquanyi de football                  | 27 000             | Chengdu                     |

### Localisation des villes
Deux équipes sont domiciliées à Shanghai, deux équipes sont domiciliées à Guangzhou et deux équipes sont domiciliées à Wuhan. Les autres équipes participant à la compétition sont toutes issues de villes différentes.
| \| Beijing Guoan Dalian Professional Cangzhou Mighty Lions Chengdu Rongcheng Shandong Taishan Shanghai Shenhua Hebei Shanghai Port Changchun Yatai Guangzhou City Guangzhou FC Shenzhen FC Meizhou Hakka Henan Songshan Longmen Tianjin Tigers Wuhan Yangze River Wuhan Three Towns Zhejiang Pro \| Localisation des clubs engagés en Super League 2022 |
| Beijing Guoan Dalian Professional Cangzhou Mighty Lions Chengdu Rongcheng Shandong Taishan Shanghai Shenhua Hebei Shanghai Port Changchun Yatai Guangzhou City Guangzhou FC Shenzhen FC Meizhou Hakka Henan Songshan Longmen Tianjin Tigers Wuhan Yangze River Wuhan Three Towns Zhejiang Pro                                                           |

## Compétition

### Classement
Le classement est établi sur le barème de points classique (victoire à 3 points, match nul à 1, défaite à 0).
| Rang | Équipe                        | Pts | J  | G  | N  | P  | Bp | Bc  | Diff | Qualification ou relégation                                                    |
| ---- | ----------------------------- | --- | -- | -- | -- | -- | -- | --- | ---- | ------------------------------------------------------------------------------ |
| 1    | Wuhan Three Towns FC (C, Q)   | 78  | 34 | 25 | 3  | 6  | 91 | 28  | +63  | Qualification pour la phase de groupes de la Ligue des champions               |
| 2    | Shandong Taishan FC (Q)       | 78  | 34 | 25 | 3  | 6  | 87 | 29  | +58  | Qualification pour la phase de groupes de la Ligue des champions               |
| 3    | Zhejiang Professional FC (Q)  | 65  | 34 | 18 | 11 | 5  | 64 | 28  | +36  | Qualification pour le tour barrages de qualification de la Ligue des champions |
| 4    | Shanghai Port FC (Q)          | 65  | 34 | 20 | 5  | 9  | 55 | 25  | +30  | Qualification pour le tour barrages de qualification de la Ligue des champions |
| 5    | Chengdu Rongcheng FC          | 65  | 34 | 18 | 11 | 5  | 49 | 28  | +21  |                                                                                |
| 6    | Henan Songshan Longmen FC     | 59  | 34 | 17 | 8  | 9  | 60 | 32  | +28  |                                                                                |
| 7    | Beijing Guoan FC              | 58  | 34 | 17 | 7  | 10 | 57 | 49  | +8   |                                                                                |
| 8    | Tianjin Jinmen Tiger FC       | 49  | 34 | 14 | 7  | 13 | 45 | 42  | +3   |                                                                                |
| 9    | Meizhou Hakka FC              | 49  | 34 | 14 | 7  | 13 | 43 | 41  | +2   |                                                                                |
| 10   | Shanghai Shenhua FC           | 47  | 34 | 14 | 11 | 9  | 42 | 34  | +8   |                                                                                |
| 11   | Dalian Pro FC                 | 45  | 34 | 12 | 9  | 13 | 49 | 53  | −4   |                                                                                |
| 12   | Cangzhou Mighty Lions FC      | 44  | 34 | 11 | 11 | 12 | 47 | 51  | −4   |                                                                                |
| 13   | Changchun Yatai FC            | 44  | 34 | 11 | 11 | 12 | 49 | 50  | −1   |                                                                                |
| 14   | Shenzhen FC                   | 30  | 34 | 9  | 3  | 22 | 29 | 74  | −45  |                                                                                |
| 15   | Guangzhou City FC (R, D)      | 23  | 34 | 6  | 5  | 23 | 32 | 62  | −30  | Dissolution.                                                                   |
| 16   | Wuhan Yangtze River FC (R, D) | 19  | 34 | 8  | 4  | 22 | 34 | 71  | −37  | Dissolution.                                                                   |
| 17   | Guangzhou FC (R)              | 17  | 34 | 3  | 8  | 23 | 24 | 63  | −39  | Relégation en Ligue 1 chinoise                                                 |
| 18   | Hebei FC (D, R)               | −3  | 34 | 2  | 0  | 32 | 18 | 115 | −97  | Dissolution.                                                                   |

- Après saison: 1) Points; 2) Points tête-à-tête; 3) Différence de buts tête-à-tête; 4) Plus grand nombre de buts tête-à-tête; 5) Scores of the weight ratio of the reserve league and youth leagues.
(C) Champion; (D) Disqualifié; (Q) Qualifié pour la phase indiquée; (R) Relégué.
Notes :

1. ↑  Shandong Taishan se qualifie pour la Ligue des champions de l'AFC 2023-2024 comme le vainqueur de la Coupe de Chine.
2. ↑  Shanghai Shenhua a 6 points déduits en raison de salaires impayés en 23 novembre 2022.[1]
3. 1 2  Après que Dalian Pro ait battu Guangzhou City FC à 2-0, l'Association chinoise de football a décerné à Guangzhou City FC une victoire 3-0 à la suite de l'échec de Dalian Pro à aligner au moins un joueur U-23 sur le terrain lorsque Dalian Pro a remplacé Huang Jiahui, leur seul joueur U-23 sur le terrain, à la 67e minute pour un joueur non U-23 Wu Wei et remplacé sur deux joueurs U-23 à la 69e minute .[2]
4. ↑  Wuhan Yangtze River a 3 points déduits en raison de salaires impayés en 5 novembre 2022, et a 6 points déduits en raison de salaires impayés en 23 novembre 2022.[3][1]
5. ↑  Hebei a 3 points déduits en raison de salaires impayés en 5 novembre 2022, et a 6 points déduits en raison de salaires impayés en 23 novembre 2022.[3][1]

### Résultats
| Domicile \ Extérieur   | BJG         | CZL | CCY | CDR | DLP         | GZH | GZC       | HEB         | HSL | MZH         | SDT | SHP         | SHS | SZH         | TJT         | WHT | WHY | ZJP |
| ---------------------- | ----------- | --- | --- | --- | ----------- | --- | --------- | ----------- | --- | ----------- | --- | ----------- | --- | ----------- | ----------- | --- | --- | --- |
| Beijing Guoan          | —           | 1–2 | 3–0 | 0–0 | 1–3         | 4–1 | 1–0       | 3–1         | 2–1 | 0–0         | 3–3 | 0–3 Forfait | 0–2 | 4–1         | 1–0         | 0–2 | 3–1 | 2–2 |
| Cangzhou Mighty Lions  | 1–1         | —   | 1–2 | 0–0 | 1–1         | 2–0 | 0–0       | 3–0 Forfait | 1–1 | 1–1         | 0–2 | 0–0         | 0–3 | 1–2         | 0–2         | 0–4 | 1–0 | 1–1 |
| Changchun Yatai        | 0–1         | 0–2 | —   | 0–1 | 1–1         | 0–0 | 4–1       | 4–1         | 0–0 | 1–0         | 1–2 | 1–4         | 0–0 | 1–0         | 2–3         | 1–2 | 2–0 | 1–1 |
| Chengdu Rongcheng      | 2–3         | 1–1 | 2–2 | —   | 3–0         | 2–0 | 3–0       | 6–0         | 0–0 | 0–0         | 2–1 | 0–0         | 3–2 | 2–2         | 2–1         | 1–0 | 3–1 | 1–1 |
| Dalian Pro             | 2–2         | 2–0 | 2–2 | 2–0 | —           | 1–1 | 0–3 disq. | 2–1         | 0–2 | 2–1         | 1–3 | 1–1         | 1–2 | 5–1         | 0–2         | 1–2 | 2–1 | 1–1 |
| Guangzhou              | 1–3         | 3–3 | 1–4 | 1–2 | 0–0         | —   | 0–0       | 1–0         | 1–1 | 1–3         | 2–4 | 0–1         | 0–1 | 4–1         | 0–0         | 1–2 | 0–1 | 1–5 |
| Guangzhou City         | 1–2         | 1–4 | 1–3 | 1–2 | 0–3         | 1–0 | —         | 4–1         | 0–3 | 0–1         | 0–1 | 1–2         | 1–1 | 1–1         | 2–0         | 0–3 | 0–5 | 2–4 |
| Hebei                  | 0–4         | 0–5 | 1–7 | 0–1 | 1–4         | 0–1 | 0–4       | —           | 0–4 | 0–4         | 0–7 | 0–2         | 1–3 | 2–0         | 3–4         | 0–4 | 2–1 | 1–6 |
| Henan Songshan Longmen | 3–0         | 3–0 | 6–2 | 0–0 | 2–2         | 2–1 | 2–1       | 1–0         | —   | 0–1         | 4–1 | 1–2         | 1–1 | 3–0 Forfait | 0–1         | 0–3 | 3–0 | 3–1 |
| Meizhou Hakka          | 2–2         | 4–1 | 1–0 | 1–2 | 4–2         | 1–0 | 2–1       | 6–0         | 3–2 | —           | 1–2 | 0–1         | 0–1 | 1–0         | 1–1         | 1–2 | 2–1 | 0–0 |
| Shandong Taishan       | 3–0 Forfait | 2–3 | 4–0 | 2–1 | 3–0         | 3–0 | 2–0       | 4–0         | 2–0 | 3–0 Forfait | —   | 3–1         | 2–0 | 8–0         | 4–1         | 1–1 | 5–0 | 1–0 |
| Shanghai Port          | 0–1         | 2–0 | 4–0 | 3–0 | 2–1         | 1–0 | 2–0       | 2–1         | 1–3 | 7–0         | 2–0 | —           | 1–1 | 2–0         | 1–0         | 0–1 | 0–1 | 1–1 |
| Shanghai Shenhua       | 1–2         | 1–2 | 0–0 | 0–2 | 1–2         | 2–1 | 1–1       | 1–0         | 1–0 | 1–0         | 2–1 | 2–0         | —   | 2–0         | 1–1         | 1–1 | 2–0 | 0–2 |
| Shenzhen               | 2–1         | 1–0 | 0–2 | 2–0 | 0–2         | 2–1 | 0–3       | 2–1         | 0–2 | 1–2         | 0–4 | 0–3         | 0–0 | —           | 2–3         | 0–4 | 1–2 | 0–2 |
| Tianjin Jinmen Tiger   | 1–2         | 3–0 | 2–2 | 1–1 | 0–3 Forfait | 0–0 | 1–0       | 5–0         | 1–1 | 1–0         | 0–1 | 1–0         | 2–1 | 1–2         | —           | 0–1 | 3–1 | 1–2 |
| Wuhan Three Towns      | 5–1         | 3–4 | 2–3 | 0–1 | 4–0         | 6–0 | 4–1       | 5–0         | 1–3 | 3–0         | 1–1 | 2–1         | 4–2 | 5–1         | 3–0 Forfait | —   | 5–0 | 2–0 |
| Wuhan Yangtze River    | 1–4         | 1–4 | 1–1 | 0–1 | 3–0         | 2–1 | 2–1       | 2–1         | 2–2 | 0–0         | 1–2 | 1–2         | 2–2 | 0–3         | 0–3         | 1–3 | —   | 0–3 |
| Zhejiang               | 2–0         | 3–3 | 0–0 | 1–1 | 2–0         | 3–0 | 2–0       | 3–0         | 0–1 | 2–0         | 2–0 | 1–1         | 1–1 | 0–2         | 3–0 Forfait | 2–1 | 4–0 | —   |

### Évolution du classement général
Source : Résultats sur le site officiel de la Chinese Super League sur le site de la Chinese Super League.
| Journées →             | 1  | 2  | 3  | 4  | 5  | 6  | 7  | 8  | 9  | 10 | 11 | 12         | 13         | 14 | 15 | 16         | 17        | 18        | 19 | 20 | 21 | 22 | 23 | 24 | 25 | 26 | 27 | 28 | 29        | 30 | 31 | 32 | 33 | 34 |
|                        |    |    |    |    |    |    |    |    |    |    |    |            |            |    |    |            |           |           |    |    |    |    |    |    |    |    |    |    |           |    |    |    |    |    |
| ---------------------- | -- | -- | -- | -- | -- | -- | -- | -- | -- | -- | -- | ---------- | ---------- | -- | -- | ---------- | --------- | --------- | -- | -- | -- | -- | -- | -- | -- | -- | -- | -- | --------- | -- | -- | -- | -- | -- |
| Wuhan Three Towns      | 1  | 1  | 2  | 1  | 1  | 1  | 1  | 1  | 1  | 1  | 1  | 1          | 1          | 1  | 1  | 1 20 sep   | 1 24 sep  | 1         | 1  | 1  | 1  | 1  | 1  | 1  | 2  | 1  | 1  | 1  | 1         | 1  | 1  | 1  | 1  | 1  |
| Shandong Taishan       | 5  | 10 | 7  | 4  | 3  | 4  | 3  | 2  | 2  | 2  | 2  | 2 31 août  | 2          | 2  | 2  | 2 12 août  | 2 24 sep  | 2         | 2  | 2  | 2  | 2  | 2  | 2  | 1  | 2  | 2  | 2  | 2 19 déc  | 2  | 2  | 2  | 2  | 2  |
| Zhejiang               | 13 | 13 | 15 | 15 | 13 | 10 | 11 | 13 | 9  | 8  | 5  | 6 1er sep  | 9 24 août  | 9  | 8  | 5          | 6         | 6         | 5  | 5  | 6  | 6  | 5  | 4  | 4  | 5  | 3  | 3  | 3         | 3  | 3  | 3  | 3  | 3  |
| Shanghai Port          | 13 | 15 | 12 | 10 | 11 | 8  | 9  | 7  | 6  | 6  | 7  | 8 1er sep  | 7          | 7  | 6  | 7 20 sep   | 5 25 sep  | 4 29 sep  | 4  | 4  | 4  | 5  | 3  | 3  | 3  | 3  | 4  | 6  | 5         | 5  | 4  | 4  | 4  | 4  |
| Chengdu Rongcheng      | 16 | 14 | 14 | 14 | 15 | 15 | 15 | 15 | 14 | 12 | 10 | 5 1er sep  | 6          | 8  | 7  | 7 12 août  | 8 25 sep  | 8 29 sep  | 7  | 9  | 9  | 8  | 8  | 8  | 7  | 7  | 6  | 4  | 4         | 4  | 5  | 5  | 5  | 5  |
| Henan Songshan Longmen | 8  | 5  | 3  | 2  | 4  | 3  | 4  | 3  | 3  | 3  | 3  | 3          | 3          | 3  | 3  | 4 20 sep   | 4 25 sep  | 3         | 6  | 6  | 5  | 4  | 5  | 6  | 5  | 4  | 7  | 5  | 6         | 7  | 7  | 7  | 7  | 6  |
| Beijing Guoan          | 12 | 9  | 6  | 7  | 5  | 5  | 5  | 5  | 5  | 5  | 8  | 12         | 8          | 6  | 9  | 9          | 9 24 sep  | 8         | 9  | 8  | 7  | 7  | 6  | 7  | 6  | 6  | 5  | 7  | 7         | 6  | 6  | 6  | 6  | 7  |
| Tianjin Jinmen Tigre   | 10 | 12 | 13 | 13 | 12 | 11 | 6  | 10 | 12 | 9  | 11 | 8          | 10         | 10 | 11 | 11         | 10        | 10        | 11 | 10 | 10 | 10 | 11 | 10 | 10 | 10 | 8  | 8  | 8         | 8  | 8  | 8  | 8  | 8  |
| Meizhou Hakka          | 10 | 11 | 10 | 9  | 8  | 12 | 7  | 6  | 7  | 10 | 6  | 5          | 4          | 5  | 4  | 5 20 sep   | 5         | 4         | 8  | 7  | 8  | 9  | 9  | 9  | 9  | 9  | 9  | 9  | 9         | 9  | 9  | 9  | 9  | 9  |
| Shanghai Shenhua       | 5  | 3  | 4  | 3  | 2  | 2  | 2  | 4  | 4  | 4  | 4  | 4 31 août  | 5          | 4  | 5  | 3 20 sep   | 4         | 3 29 sep  | 3  | 3  | 3  | 3  | 4  | 5  | 8  | 8  | 10 | 10 | 10        | 12 | 12 | 10 | 11 | 10 |
| Dalian Pro             | 8  | 7  | 9  | 8  | 9  | 14 | 12 | 11 | 13 | 14 | 15 | 14 1er sep | 14 24 août | 14 | 14 | 13 20 sep  | 12 24 sep | 12 29 sep | 14 | 13 | 14 | 13 | 14 | 12 | 12 | 12 | 12 | 12 | 11        | 10 | 10 | 11 | 10 | 11 |
| Cangzhou Mighty Lions  | 4  | 8  | 11 | 11 | 14 | 13 | 14 | 14 | 15 | 15 | 14 | 15 1er sep | 15 24 août | 15 | 15 | 14 12 août | 15 24 sep | 14 29 sep | 12 | 12 | 13 | 12 | 13 | 14 | 13 | 14 | 13 | 13 | 13        | 13 | 13 | 13 | 13 | 12 |
| Changchun Yatai        | 2  | 6  | 8  | 12 | 10 | 7  | 8  | 9  | 11 | 13 | 13 | 10 1er sep | 13         | 12 | 10 | 11 20 sep  | 11 24 sep | 10 30 sep | 10 | 11 | 11 | 11 | 10 | 11 | 11 | 11 | 11 | 11 | 12        | 11 | 11 | 12 | 12 | 13 |
| Shenzhen               | 3  | 2  | 5  | 5  | 6  | 6  | 10 | 12 | 8  | 7  | 9  | 13 1er sep | 11         | 13 | 13 | 12 20 sep  | 13 24 sep | 13 30 sep | 13 | 14 | 12 | 14 | 12 | 13 | 14 | 13 | 14 | 14 | 14 19 déc | 14 | 14 | 14 | 14 | 14 |
| Guangzhou City         | 17 | 16 | 16 | 17 | 18 | 17 | 18 | 17 | 17 | 17 | 18 | 18         | 17         | 17 | 17 | 17         | 17 25 sep | 17        | 17 | 17 | 17 | 16 | 16 | 16 | 16 | 16 | 16 | 17 | 17        | 17 | 15 | 15 | 15 | 15 |
| Wuhan Yangtze River    | 5  | 4  | 1  | 6  | 7  | 9  | 13 | 8  | 10 | 11 | 12 | 11         | 12         | 11 | 12 | 14 20 sep  | 14 24 sep | 15 29 sep | 15 | 15 | 15 | 15 | 15 | 15 | 15 | 15 | 17 | 15 | 15        | 16 | 17 | 16 | 16 | 16 |
| Guangzhou FC           | 13 | 18 | 18 | 18 | 16 | 16 | 16 | 16 | 16 | 16 | 16 | 16 1er sep | 16 24 août | 16 | 16 | 16 12 août | 16        | 16        | 16 | 16 | 16 | 17 | 17 | 17 | 17 | 17 | 15 | 16 | 16        | 15 | 16 | 17 | 17 | 17 |
| Hebei                  | 18 | 16 | 17 | 16 | 17 | 18 | 17 | 18 | 18 | 18 | 17 | 17         | 18         | 18 | 18 | 18 20 sep  | 18        | 18        | 18 | 18 | 18 | 18 | 18 | 18 | 18 | 18 | 18 | 18 | 18        | 18 | 18 | 18 | 18 | 18 |

## Bilan de la saison
| Championnat de Chine de football 2022  |                               |
| Champion                               | Wuhan Three Towns (1er fois)  |
| Coupes et trophées                     |                               |
| Vainqueur de la Coupe de Chine 2022    | Shandong Taishan              |
| Qualifications continentales           |                               |
| Ligue des champions de l'AFC 2023-2024 | Wuhan Three Towns             |
| Ligue des champions de l'AFC 2023-2024 | Shandong Taishan              |
| Ligue des champions de l'AFC 2023-2024 | Zhejiang                      |
| Ligue des champions de l'AFC 2023-2024 | Shanghai Port                 |
| Promotions et relégations              |                               |
| Promus en Superleague chinoise         | Kunshan FCDissolu             |
| Promus en Superleague chinoise         | Qingdao Hainiu                |
| Promus en Superleague chinoise         | Nantong Zhiyun                |
| Relégués en Ligue 1 chinoise           | Guangzhou City FCDissolu      |
| Relégués en Ligue 1 chinoise           | Wuhan Yangtze River FCDissolu |
| Relégués en Ligue 1 chinoise           | Guangzhou FC                  |
| Relégués en Ligue 1 chinoise           | Hebei FCDissolu               |

## Parcours en coupes d'Asie

### Parcours continental des clubs
Le parcours des clubs chinois en coupe d'Asie est important puisqu'il détermine le coefficient AFC, et donc le nombre de clubs chinois présents en coupe d'Asie les années suivantes.
| Club             | Compétition         | Résultat                   | Ultime(s) adversaire(s) | Ultime(s) adversaire(s) | Ultime(s) adversaire(s) |
| ---------------- | ------------------- | -------------------------- | ----------------------- | ----------------------- | ----------------------- |
| Shandong Taishan | Ligue des champions | Éliminé en phase de groupe | Daegu FC                | Urawa Red Diamonds      | Lion City Sailors       |
| Shanghai Port    | Ligue des champions | Forfait                    | Forfait                 | Forfait                 | Forfait                 |
| Guangzhou FC     | Ligue des champions | Éliminé en phase de groupe | Johor Darul Ta'zim      | Kawasaki Frontale       | Ulsan Hyundai           |
| Changchun Yatai  | Ligue des champions | Forfait                    | Forfait                 | Forfait                 | Forfait                 |